# المقاومة الجزائرية
المقاومة الجزائرية(باللغة الفرنسية: Résistance algérienne) هي جريدة جزائرية، نشرت في السنوات الأولى من حرب التحرير الوطنية (من 22 أكتوبر 1955 إلى جوان 1957). كانت اللسان الرسمي لجبهة التحرير الوطني حتى عام 1956 أين أخذت مكانها جريدة المجاهد التي إستوعبتها نهائيا في جوان 1957.

## تاريخ
المقاومة الجزائرية جريدة كانت تصدر من طرف مناضلين جزائريين قبل أن يكون لجبهة التحرير الوطني لسان حالها والمتمثل في جريدة المجاهد. وصدرت المقاومة في أماكن مختلفة خارج الوطن. فالطبعة الأولى صدرت في المغرب، والثانية في باريس، والثالثة في تونس وتعرف بالطبعة "ج"؛ وكلها صدرت سنة 1956. وكانت تدخل إلى الجزائر خفية عن طريق المناضلين ولم يكن التنسيق قائما بين الطبعات الثلاث نظرا لظروف الثورة والسرية في العمل. وظلت المقاومة اللسان المعبر عن جيش وجبهة التحرير الوطني قبل أن تقرر جبهة التحرير الوطني وقفها في مؤتمر الصومام وتوحيدها في جريدة المجاهد التي أصبحت اللسان المركزي لجبهة التحرير الوطني.